# Nava (orografía)

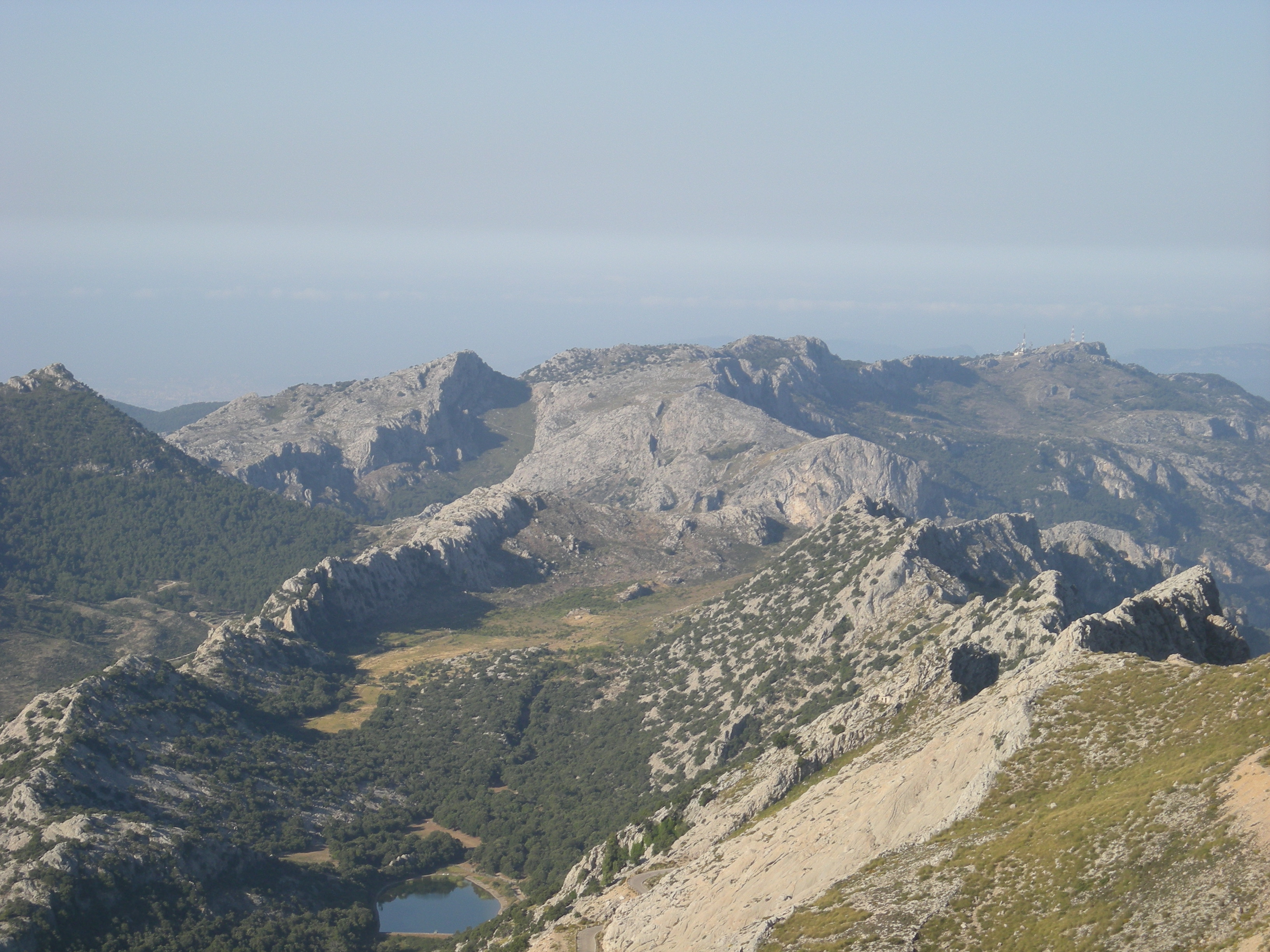
Coma de Son Torrella del Puig Major, Mallorca.

Nava (del euskera nava, «tierra llana») es una llanura costera cercada de montañas, aunque no todas las navas pueden definirse así. 
En Castilla se llaman de esta manera las llanuras, más o menos extensas, no exentas de vegetación herbácea. 
En la montaña se llama así, principalmente en el centro y sur de España, a las grandes praderas que se encuentran en las cumbres, sobre todo próximas a los pasos o puertos de montaña, y también a valles de poca longitud, pero anchos, entre llanos y situados a gran altura, que se utilizan como pastizales de verano.
Aproximadamente son 80 pueblos, cabezas de municipio, los que llevan en España el nombre de Nava o Navas, seguido de un calificativo: de ellos 20 corresponden a la provincia de Ávila, 10 a la de Salamanca, 9 a la de Segovia, 7 a la de Madrid, 7 a la de Toledo, 4 a las de Cáceres y Albacete, 3 a la de Burgos, y 2 a las de León, Badajoz, Ciudad Real, Guadalajara y Jaén, 1 a la de Sevilla, Soria y la propia Navarra.